# Walancin Bialkiewicz
Walancin Mikałajewicz Bialkiewicz, biał. Валянцін Мікалаевіч Бялькевіч, ros. Валентин Николаевич Белькевич, Walentin Nikołajewicz Bielkiewicz (ur. 27 stycznia 1973 w Mińsku, ZSRR; zm. 1 sierpnia 2014 w Kijowie, Ukraina) – białoruski piłkarz grający na pozycji rozgrywającego, trener piłkarski. 1 kwietnia 2008 zmienił obywatelstwo na ukraińskie.

## Kariera piłkarska

### Kariera klubowa
Bialkiewicz jest wychowankiem Dynama Mińsk, w którym grał do 1996 roku. Od początku kariery był podstawowym graczem drużyny ze stolicy Białorusi. We wrześniu 1994 roku, jeszcze gdy był zawodnikiem Dynama Mińsk, został zawieszony przez UEFA na rok po tym, jak po jednym z meczów Pucharu UEFA w jego organizmie wykryto środki dopingujące.
W 1996 roku przeniósł się do Dynama Kijów, w którym grał do grudnia 2007. Z tym klubem odnosił największe sukcesy. W 1998 roku z Dynamem doszedł do 1/4 finału Ligi Mistrzów, rok później rozgrywki te ukończył dopiero w półfinale. Bialkiewicz od lat był głównym rozgrywającym Dynama i jednym z jego najlepszych zawodników. W latach 2003–2006 pełnił funkcję kapitana drużyny. Ogółem w ukraińskiej Wyszczej Liże rozegrał 222 spotkania, strzelił 51 goli. W czerwcu 2008 podpisał jednoroczny kontrakt z klubem İnter Baku.

### Kariera reprezentacyjna
W reprezentacji Białorusi rozegrał 56 meczów i zdobył 10 goli. W 2002 roku po meczu Białorusi z Ukrainą (przegranym przez Białorusinów) wraz z Alaksandrem Chackiewiczem został usunięty z kadry przez ówczesnego selekcjonera Eduarda Małofiejewa z powodu rzekomej gry na niekorzyść swojej reprezentacji (trenerem Ukrainy był wówczas Walery Łobanowski. Po przyjściu nowego selekcjonera w 2003 roku decyzja o zakazie została cofnięta. We wrześniu 2005 roku Bialkiewicz oficjalnie zrezygnował z występów w reprezentacji.

## Kariera trenerska
Po zakończeniu kariery zawodniczej otrzymał latem 2010 propozycję pracy na stanowisku asystenta trenera w młodzieżowej drużynie Dynamo U-21.

## Sukcesy i odznaczenia

### Sukcesy klubowe
- mistrz Białorusi (4x): 1992, 1993, 1994, 1995
- zdobywca Pucharu Białorusi: 1992, 1993/94
- mistrz Ukrainy (8x): 1997, 1998, 1999, 2000, 2001, 2003, 2004, 2007
- zdobywca Pucharu Ukrainy (6x): 1998, 1999, 2000, 2003, 2005, 2007

### Sukcesy indywidualne
- najlepszy piłkarz Białorusi: 1995
- najlepszy piłkarz dziesięciolecia Białorusi
- najlepszy piłkarz ukraińskiej ligi: 2001
- najlepszy piłkarz Mistrzostw Ukrainy wg gazety "Komanda": 2001
- najlepszy asystent Mistrzostw Ukrainy: 2000, 2001

## Życie prywatne
Prywatnie jego żoną jest Anna Sedokowa – popularna ukraińska piosenkarka. Para wzięła ślub w 2004 roku. 8 grudnia 2004 urodziła się córka Alina. Para rozwiodła się na początku 2006 roku. Po zakończeniu kariery planował pracować w strukturze Dynama Kijów.
1 sierpnia 2014 zmarł w Kijowie w wieku 41 lat (zerwał się zakrzep krwi).